# Schizachyrium salzmannii
Schizachyrium salzmannii är en gräsart som först beskrevs av Carl Bernhard von Trinius och Ernst Gottlieb von Steudel, och fick sitt nu gällande namn av George Valentine Nash. Schizachyrium salzmannii ingår i släktet Schizachyrium och familjen gräs. Inga underarter finns listade i Catalogue of Life.